# La Manuela
La Manuela es una localidad del centro-oeste de la provincia de Buenos Aires situada en el partido de Daireaux, Argentina.
Se encuentra a 35 km de la ciudad de Daireaux.

## Toponimia
Lleva el nombre de Manuela Tesot de Bonifacio, esposa de Enrique Bonifacio, quien donó las tierras donde se encuentra el pueblo y la estación del Ferrocarril Roca.

## Población
Duranta el Censo de 2010 fue considerada Población rural dispersa. En el Censo de 2001 contaba con 51 habitantes (Indec, 2001).
| Gráfica de evolución demográfica de La Manuela entre 1991 y 2010                                      |
| |
| Fuente: Censos nacionales del INDEC. En los censos de 1991 y 2010 fue considera como Población rural. |